# 巴勒斯坦解放阵线
巴勒斯坦解放阵线（阿拉伯语：جبهة التحرير الفلسطينية），简称巴解阵，是巴勒斯坦的一个左翼政治军事组织。巴勒斯坦解放阵线最早出现于1961年。1967年，巴勒斯坦解放阵线与其他两个组织合并为解放巴勒斯坦人民阵线。后来，巴勒斯坦解放阵线重建。该组织的意识形态是巴勒斯坦民族主义。该组织的领导人是Wasel Abu Yousef。该组织的总部位于拉姆安拉。该组织是巴勒斯坦解放组织的成员。